# Reninski inhibitor
Reninski inhibitori su grupa lekova koji se prvenstveno koriste u tretmanu esencijalne hipertenzije (visokog krvnog pritiska).
Ovi lekovi inhibiraju prvi korak, koji ograničava brzinu hemijske reakcije, renin-angiotenzin-aldosteronskog sistema (RAAS), konverziju angiotenzinogena u angiotenzin I. Od 1970-tih, naučnici pokušavaju da razviju potentne inhibitore sa dobrom oralnom bioraspoloživošću. Taj proces je bio tegoban i trajao je oko tri decenije. Prva i druga generacija lekova su imale problema sa slabom bioraspoloživošću i nedovoljnom potencijom. Treća generacija jedinjenja su nepeptidni reninski inhibitori koji imaju dobru oralnu bioraspoloživost i dovoljnu potentnost za kliničku primenu. Prvi lek ove klase je bio aliskiren, koji je odobren za upotrebu 2007.

## Spoljašnje veze
- Архивирано на веб-сајту  (16. мај 2011)